# Yvonne Gancel
Pour les articles homonymes, voir Gancel.
Yvonne Gancel, née le 6 novembre 1904 à Rouen et morte le 27 juillet 1980 dans la même ville, est une athlète française des années 1920, spécialiste du lancer du javelot. Elle a également pratiqué le football.

## Biographie

### Famille
Yvonne Ernestine Gancel naît en 1904 à Rouen, fille de Jules François Gancel, surveillant de nuit, et d'Augustine Berthe Angelina Mallet, son épouse. 

### Carrière sportive
Elle est championne de France de lancer du javelot en 1923 et 1924,. 
Elle est aussi 2e du concours de lancer du javelot des Jeux mondiaux féminins de 1922 à Paris.
Au football, licenciée à l'Union Sportive Quevillaise, elle est demi-finaliste de la Coupe nationale de 1924.

### Carrière maïeutique
Après de brillantes études de sage-femme à l'hospice général de Rouen, elle s'installe comme sage-femme en 1928, en ville et à la clinique Saint-Hilaire.  
Dans les années 1950, elle s'installe avec son mari à Dieppe où elle est sage-femme en chef à la maternité de l'hôpital de Dieppe. 
Elle meurt en 1980 à Rouen. 

## Vie privée
De son mariage avec Maurice Augustin Victor Bourguignon, en 1935, naît le 6 février 1942 Pierre Bourguignon, futur homme politique. 